# ژرالد تننبوم
ژرالد تننبوم (به فرانسوی: Gérald Tenenbaum) ریاضی‌دان و رمان‌نویس قرن بیستم میلادی اهل فرانسه است.